# Минелли, Рубенс
Ру́бенс Франси́ско Мине́лли (порт. Rubens Francisco Minelli; 19 декабря 1928, Сан-Паулу — 23 ноября 2023, Сан-Паулу) — бразильский футболист и футбольный тренер. Один из самых титулованных тренеров в истории бразильского футбола. Четырежды приводил команды к победам в чемпионате Бразилии

## Карьера
Выступал в качестве футболиста на позиции нападающего в конце 1940-х — первой половине 1950-х годов. В основном он играл за не самые сильные команды, за исключением небольшого периода, проведённого в стане «Палмейраса». Минелли выиграл лишь один титул за игровую карьеру — Серию A2 (второй дивизион) Лиги Паулисты в 1954 году. Уже в следующем сезоне он был вынужден завершить карьеру в возрасте 27 лет из-за тяжёлой травмы, полученной в товарищеском матче его «Сан-Бенту» против команды «Унион» из Можи-дас-Крузиса.
В начале 1960-х годов начал трудовую деятельность в качестве тренера. Поработав 6 лет с такими командами, как «Америка» (Сан-Жозе-ду-Риу-Прету), «Ботафого» (Рибейран-Прету), «Спорт Ресифи», «Франкана» и «Гуарани» (Кампинас), в 1969 году Минелли возглавил свой первый «большой» клуб, «Палмейрас», и в первый же сезон выиграл с этой командой Кубок Роберто Гомеса Педрозы, который в настоящее время признан Конфедерацией футбола Бразилии в качестве полноценного предшественника Серии A. Минелли работал с «зелёными» ещё 2 года, после чего ушёл в «Португезу».
В 1974 году возглавил «Интернасьонал», и годы его работы с этой командой стали одними из лучших как в карьере тренера, так и в истории клуба. «Интер» дважды подряд становился чемпионом Бразилии, трижды под руководством Рубенса выигрывал первенство Гаушу. Примечательно, что Минелли выиграл чемпионат Бразилии и в третий раз подряд, в 1977 году, но уже вместе с «Сан-Паулу». Таким образом, за 8 лет Минелли четырежды выиграл чемпионат Бразилии с тремя разными клубами.
В 1980—1990-е годы работал со многими грандами («Атлетико Минейро», «Палмейрас», «Гремио», «Сантос», «Коринтианс») и другими бразильскими клубами. За это время выиграл ещё чемпионат Риу-Гранди-ду-Сул с «Гремио» в 1985 году, а также два титула чемпиона штата Парана с одноимённым клубом.
В конце 1990-х годов закончил тренерскую карьеру. С 2008 года работал комментатором на радио Jovem Pan в Сан-Паулу.

## Достижения

### Как игрок
- Чемпион 2 дивизиона Лиги Паулисты: 1954

### Как тренер
- Чемпион Бразилии (4): Робертан 1969 («Палмейрас»), Серия A 1975, 1976 («Интернасьонал»), 1977 («Сан-Паулу»)
- Чемпион штата Риу-Гранди-ду-Сул (4): 1974, 1975, 1976 («Интернасьонал»), 1985 («Гремио»)
- Чемпион штата Парана (2): 1994 («Ферровиария»), 1997 («Парана»)
- Чемпион 2 дивизиона Лиги Паулисты: 1963